# Sinimbu
Sinimbu är en kommun i Brasilien.   Den ligger i delstaten Rio Grande do Sul, i den södra delen av landet, 1 600 km söder om huvudstaden Brasília. Antalet invånare är 10 067.
I omgivningarna runt Sinimbu växer i huvudsak städsegrön lövskog. Runt Sinimbu är det glesbefolkat, med 18 invånare per kvadratkilometer.